# Viggo Lachmann
Viggo Frederik Kalkar Lachmann (født 16. juli 1864 i København, død 12. april 1928 sammesteds) var en dansk overretssagfører.
Han var søn af grosserer Jacob Joseph Lachmann (1832-1902) og hustru Frederikke Kalkar, blev 1881 student fra Metropolitanskolen, 1887 cand.jur. og var dernæst fuldmægtig hos overretssagfører Ludvig Simonsen. Han blev 1891 overretssagfører og praktiserede i København til sin død. Han fik 1916 overdraget de offentlige og beneficerede sager ved Landsover- samt Hof- og Stadsretten, Københavns Kriminal- og Politiret samt Sø- og Handelsretten.
Lachmann var formand for Studentersamfundet 1903-05 og for dets Retshjælp for ubemidlede fra 1899.
Han blev gift 2. juli 1909 i København med Engel Cathrine Saxild (18. april 1885 i Skagen - 1966), datter af bagermester Lars Johan Saxild og hustru Ane Amalie Larsen.